# Konstandinos Petridis
Konstandinos Petridis, gr. Κωνσταντίνος Πετρίδης (ur. 1 lipca 1974 w Nikozji) – cypryjski ekonomista i polityk, w latach 2017–2019 minister spraw wewnętrznych, w latach 2019–2023 minister finansów.

## Życiorys
Studiował ekonomię na University of Nottingham, uzyskał następnie magisterium w London School of Economics. W 2000 brał udział w negocjacjach dotyczących wstąpienia Cypru do Unii Europejskiej. Następnie do 2006 pracował w cypryjskim zrzeszeniu banków, reprezentował tę organizację w Europejskiej Federacji Bankowej. W latach 2006–2011 był zatrudniony jako ekonomista w dyrekcjach generalnych Komisji Europejskiej (DG AGRI i DG COMP).
Od 2011 do 2013 kierował biurem przewodniczącego Zgromadzenia Demokratycznego Nikosa Anastasiadisa. Następnie wchodził w skład jego rządów. W marcu 2013 objął funkcję wiceministra w administracji prezydenta. W maju 2017 został powołany na urząd ministra spraw wewnętrznych. W grudniu 2019 przeszedł na stanowisko ministra finansów, które zajmował do 2023.